# Phare de Grand Lake St. Marys

Le phare de Grand Lake St. Marys (en anglais : Grand Lake St. Marys Lighthouse), est un phare situé dans le Grand Lake St. Marys State Park (en) sur le Grand Lake, à l'est de Celina dans le comté de Mercer, Ohio. 
Il est inscrit au Registre national des lieux historiques depuis le 2 juin 1982 sous le n° 82003614 .

## Historique
C'est une structure principalement en béton reposant sur une fondation en pierre. Il est recouvert d'un dôme de bronze et de verre qui entoure la balise et le dôme est couronné d'une girouette décorative.
Bien que le phare ait été construit en partie à des fins ornementales, il a également servi de phare actif. Dans ses premières années, il a fonctionné dans un rôle de phare standard entre avril et novembre sous licence de la Garde côtière américaine. Le Grand Lake St. Marys a été construit pour fournir de l'eau au canal reliant Cincinnati à Toledo. Bien que le canal ait cessé ses activités en 1923, le trafic sur le lac était encore suffisant pour justifier l'utilisation d'un phare sur la péninsule qui fait saillie sur la rive nord du lac.
Aujourd'hui, c'est l'un des trois phares de Grand Lake St. Marys. Le Celina Rotary Club a érigé un phare en activité en 1986 à l'angle nord-ouest du lac et un troisième phare a été achevé sur la rive sud en 2003. Contrairement aux deux autres phares, celui-ci est complètement inaccessible par voie terrestre, car les propriétaires fonciers environnants ont complètement bloqué l'accès du public. 
En 1982, le phare de Grand Lake St. Marys a été inscrit au registre national des lieux historiques en raison de son architecture historiquement importante. C'est le seul phare historique de la région et jusqu'à la construction du phare du Rotary Club en 1986, il n'y avait aucun autre phare dans la région.

### Lien connexe
- Liste des phares de l'Ohio